# Botanophila gnava
Botanophila gnava är en tvåvingeart som först beskrevs av Johann Wilhelm Meigen 1826.  Botanophila gnava ingår i släktet Botanophila och familjen blomsterflugor. Arten är reproducerande i Sverige. Inga underarter finns listade i Catalogue of Life.